# Josip Ereš
Josip Ereš, hrvatski reprezentativni rukometaš
S hrvatskom seniorskom reprezentacijom osvojio je zlato na Mediteranskim igrama u Tarragoni 2018.